# Немецкая ганноверская партия
Немецкая ганноверская партия (нем. Deutsch-Hannoversche Partei, DHP), также известная как Партия вельфов (нем. Welfenpartei) — консервативная регионалистская политической партией в Пруссии, Германской империи и Веймарской республике.
С 1898 по 1933 год партия издавала газету Deutsch-Hannoverschen Volkskalender.

## История
Партия была основана в 1867 году противниками аннексии Ганноверского королевства Королевством Пруссия после австро-прусской войны и конфискации активов правящего Дома Вельфов (Welfenfonds). Основатели Немецкой ганноверской партии хотели возрождения Ганноверского королевства и восстановления династии Вельфов, поэтому она также называлась Партией вельфов. Консервативно-лютеранская и федералистская партия была антипрусской и пользовалась наибольшей поддержкой в консервативных сельских районах Восточного Ганновера.
Среди ведущих политиков партии было много дворян. В имперском рейхстаге депутаты от Немецкой ганноверской партии обычно выступали в качестве союзников антипрусской парламентской группы Партии Центра под руководством Людвига Виндтхорста, который, хотя и был католиком и лидером центристов, ранее занимал пост министра юстиции Ганновера и сохранил верность Дому Вельфов. Член рейхстага от Немецкой ганноверской партии Людвиг Брюэль, близкий друг Виндхорста, сыграл важную роль в переговорах о возвращении Фонда Вельфов в 1892 году.
С 1890 года и до своей смерти в 1898 году партию возглавлял ганноверский дипломат Георг фон дер Деккен, известный как противник рейхсканцлера Отто фон Бисмарка и прусского господства в Германской империи. Партия была представлена в каждом рейхстаге с разным количеством мест (от двух до одиннадцати).
Во время Ноябрьской революции 1918–1919 годов Немецкая ганноверская партия выступала за создание Свободного государства Ганновер в составе Веймарской республики и добилась проведения 19 мая 1924 года плебисцита в прусской провинции Ганновер. Однако референдум не увенчался успехом, так как не был достигнут порог в одну треть, необходимый для принятия решения. После этого партия пошла на спад, протестантские «Вельфены» в Восточном Ганновере стали переходить в Немецкую национальную народную партия и НСДАП, католические «Вельфены» из Оснабрюка и Эмсланда начали уходить в Партию Центра. В то время как в первые годы Веймарской республики партия в отдельных округах Ганновера выигрывала голосование на выборах в рейхстаг, получали иногда более 70 % голосов, то к концу 1920-х годов число голосов, отданных за партию, значительно упало, а в 1932 году партия и вовсе осталась без мандатов Рейхстага. В 1933 году Немецкая ганноверская партия, как и другие консервативные и либеральные партии, самораспустилась, чтобы предотвратить запрет нацистским режимом.
После Второй мировой войны в 1945 году была создана Земельная партия Нижней Саксонии (Niedersächsische Landespartei), ставшая де-факто преемником Немецкой ганноверской партии. С 1947 года эта партия была преобразована в Немецкую партию (Deutsche Partei). К 1953 году группа диссидентов из Немецкой партии объявили о возрождении Немецкой ганноверской партии, но в 1962 году она воссоединилась с остатками Немецкой партии.

## Участие в выборах
Первыми выборами в истории партии стали выборы в Учредительный Рейхстаг в феврале 1867 года, на которых за Немецкую ганноверскую партию отдали свои голоса 111 781 избиратель (2,99 %), что обеспечило ей 9 мандатов. В августе того же года партия приняла участие в выборах северогерманского Рейхстага, получив 28 581 голос (1,24 %) и 4 места.

### Имперские выборы
Выборы в рейхстаг Германской империи:
| Выборы | Место | Голоса  | %      | Δ (п.п.) | Мандаты   | Δ     | %      | Δ (п.п.) |
| ------ | ----- | ------- | ------ | -------- | --------- | ----- | ------ | -------- |
| 1871   | 8-е   | 73 470  | 1,89 % | дебют    | 7 из 382  | дебют | 1,83 % | дебют    |
| 1874   | 10-е  | 73 436  | 1,41 % | ▼0,41    | 4 из 397  | ▼3    | 1,01 % | ▼0,82    |
| 1877   | 11-е  | 85 591  | 1,58   | ▲0,17    | 4 из 397  | ▬     | 1,01 % | ▬        |
| 1878   | 8-е   | 106 555 | 1,85 % | ▲0,27    | 10 из 397 | ▲6    | 2,52 % | ▲2,52    |
| 1881   | 10-е  | 86 704  | 1,70 % | ▼0,15    | 10 из 397 | ▬     | 2,52 % | ▬        |
| 1884   | 9-е   | 96 388  | 1,70 % | ▬        | 11 из 397 | ▲1    | 2,77 % | ▲0,25    |
| 1887   | 9-е   | 119 441 | 1,58 % | ▼0,12    | 4 из 397  | ▼6    | 1,01 % | ▼1,76    |
| 1890   | 9-е   | 112 675 | 1,56 % | ▼0,02    | 11 из 397 | ▲7    | 2,77 % | ▲1,76    |
| 1893   | 12-е  | 101 810 | 1,33 % | ▼0,23    | 7 из 397  | ▼4    | 1,76 % | ▼1,01    |
| 1898   | 10-е  | 105 161 | 1,36 % | ▲0,03    | 9 из 397  | ▲2    | 2,27 % | ▲0,51    |
| 1903   | 10-е  | 100 538 | 1,06 % | ▼0,30    | 7 из 397  | ▼2    | 1,76 % | ▼0,51    |
| 1907   | 18-е  | 92 811  | 0,82 % | ▼0,24    | 2 из 397  | ▼5    | 0,50 % | ▼1,26    |
| 1912   | 10-е  | 90 168  | 0,74 % | ▼0,08    | 5 из 397  | ▲3    | 1,26 % | ▲0,76    |

### Федеральные выборы
Выборы в рейхстаг Веймарской республики:
| Выборы        | Место | Голоса  | %      | Δ (п.п.) | Мандаты  | Δ     | %      | Δ (п.п.) |
| ------------- | ----- | ------- | ------ | -------- | -------- | ----- | ------ | -------- |
| 1919          | 8-е   | 77 226  | 0,25 % | дебют    | 1 из 423 | дебют | 0,24 % | дебют    |
| 1920          | 8-е   | 319 108 | 1,13 % | ▲0,88    | 5 из 459 | ▲4    | 1,09 % | ▲0,85    |
| 1924, май     | 11-е  | 319 792 | 1,09   | ▼0,04    | 5 из 472 | ▬     | 1,06 % | ▼0,03    |
| 1924, декабрь | 12-е  | 261 549 | 0,86 % | ▼0,23    | 4 из 493 | ▼1    | 0,82 % | ▼0,24    |
| 1928          | 12-е  | 195 555 | 0,64 % | ▼0,22    | 4 из 491 | ▬     | 0,82 % | ▬        |
| 1930          | 15-е  | 144 286 | 0,41 % | ▼0,23    | 3 из 577 | ▼1    | 0,52 % | ▼0,30    |
| 1932, июль    | 16-е  | 46 927  | 0,13 % | ▼0,28    | 0 из 608 | ▼3    | 0      | ▼0,52    |
| 1932, ноябрь  | 13-е  | 63 966  | 0,18 % | ▲0,05    | 1 из 584 | ▲1    | 0,17 % | ▲0,17    |
| 1933, март    | 12-е  | 47 743  | 0,12 % | ▼0,01    | 0 из 647 | ▼1    | 0      | ▼0,17    |

### Земельные выборы в Пруссии
Выборы в ландтаг Свободного государства Пруссия:
| Выборы | Место | Голоса  | %      | Δ (п.п.) | Мандаты   | Δ     | %      | Δ (п.п.) |
| ------ | ----- | ------- | ------ | -------- | --------- | ----- | ------ | -------- |
| 1919   | 7-е   | 84 975  | 0,49 % | дебют    | 2 из 401  | дебют | 0,50 % | дебют    |
| 1921   | 8-е   | 410 312 | 2,51 % | ▲2,02    | 11 из 428 | ▲9    | 2,57 % | ▲2,07    |
| 1924   | 9-е   | 258 198 | 1,40   | ▼1,11    | 6 из 450  | ▼5    | 1,33 % | ▼1,24    |
| 1928   | 10-е  | 187 141 | 0,99 % | ▼0,41    | 4 из 450  | ▼2    | 0,89 % | ▼0,44    |
| 1932   | 9-е   | 63 731  | 0,29 % | ▼0,70    | 1 из 423  | ▼3    | 0,24 % | ▼0,65    |
| 1933   | 9-е   | 50 949  | 0,21 % | ▼0,08    | 2 из 423  | ▲1    | 0,47 % | ▲0,23    |